# سفت‌کنه تکزان
ایکسودس تگزانوس (نام علمی: Ixodes texanus) نام یک گونه از راسته کنه است.